# دانشگاه علوم و فنون هوایی شهید ستاری
دانشگاه علوم و فنون هوایی شهید ستاری (به‌اختصار: دانشگاه هوایی) دانشگاه دولتی علوم نظامی است، که در زمینه آموزش افسران نیروی هوایی ارتش ایران فعالیت می‌کند. در این دانشگاه خلبانان نیروی هوایی، مهندسان پرواز و کارشناسان در دیگر رشته‌های مورد نیاز نیروی هوایی، تربیت می‌شوند. دانشگاه هوایی در سال ۱۳۶۷ با کوشش منصور ستاری و توسط ارتش جمهوری اسلامی ایران تأسیس شد. هم‌اکنون سرتیپ‌دوم خلبان محمدرضا مروی‌نام فرماندهی این دانشگاه را برعهده دارد.

## تاریخچه
دانشگاه علوم و فنون هوایی شهید ستاری در سال ۱۳۶۷ توسط منصور ستاری و به منظور تربیت افسران جوان و تحصیل‌کرده برای این نیرو تأسیس شد. پیش از ساخت این دانشگاه، افسران نیروی هوایی دوره آموزش خود را در دانشگاه افسری امام علی طی می‌کردند، سپس با انتخاب تخصص برای طی دوره مخصوص رسته‌ای، راهی پایگاه‌ها و سایت‌های پدافندی می‌شدند.
در گذشته، پذیرش دانشجو از طریق قبولی در آزمون کنکور سراسری و تنها از میان داوطلبان دارای مدرک دیپلم در رشته ریاضی و فیزیک انجام می‌پذیرفت، اما از سال ۱۳۸۵، این دانشگاه و سایر دانشگاه‌های ارتش (بجز علوم پزشکی) تنها از طریق آزمون ورودی که به‌طور متمرکز توسط مرکز سنجش و گزینش ارتش برگزار می‌شود، دانشجو می‌پذیرند. دانشجویان این دانشگاه در کنار دروس رشته آموزشی خود، آموزش نظامی را نیز فرا می‌گیرند و پس از دانش‌آموختگی در مقطع کارشناسی این دانشگاه، به درجه ستوان دوم نائل می‌شوند. این دانشگاه همچنین در مقطع کارشناسی ارشد از طریق کنکور سراسری دانشجو می‌پذیرد.

## دانشکده‌ها

### دانشکده پرواز
- کارشناسی هوانوردی ـ خلبانی و کارشناسی هوانوردی ـ ناوبری هواپیما: فارغ‌التحصیلان این رشته‌ها برای هدایت انواع هواپیماهای موجود در نیروی هوایی، اعم از شکاری، ترابری، شناسایی تاکتیکی، هواپیمای سبک و ارتباطی و به منظور دفاع از قلمرو فضایی با توانایی شناخت، بهره‌برداری، مدیریت در سیستم‌های مختلف هوانوردی، مشاوره، طراحی و ساخت، گسترش و بهسازی و نوسازی سیستم‌های پروازی و تهیه و تدوین طرح‌ها، خط‌مشی‌ها و دستورالعمل‌های مورد نیاز در جهت توسعه و جایگزینی سیستم‌های پروازی تربیت می‌شوند.
- کارشناسی هوانوردی ـ مراقبت پرواز: مراقبت پرواز علم نظارت و کنترل ترددهای هوایی وسایل پرنده در فضای ایران و سطح فرودگاه‌ها است. هدف از ایجاد این رشته، تربیت کارشناس مراقبت پرواز با توانایی در زمینه کنترل ترافیک هوایی، بهره‌برداری از دستگاه‌های پیشرفته ناوبری و سیستم‌های ترافیک هوایی است.

### دانشکده مهندسی هوافضا
در این دانشکده افسران تعمیر و نگهداری هواپیما و هوافضا تربیت می‌شوند.
- کارشناسی مهندسی هوافضا: این رشته ارائه دهنده اصول مهندسی هوافضا در سطح کارشناسی به منظور تربیت افسران کارشناس جهت فعالیت در صنایع مربوط به هواپیما و هلی‌کوپتر در نیرو و سازمان‌های مشابه با توانایی محاسبات، طراحی و ساخت قسمت‌هایی از صنایع مختلف هواپیمایی، هلی‌کوپترسازی و موشکی است.
- دانشکده مهندسی هوافضا (که در سال ۱۳۶۷) همزمان با تأسیس دانشگاه تأسیس یافت از لحاظ امکانات از برترین دانشکده‌های هوافضا در سطح کشور و برترین دانشکده دانشگاه می‌باشد.
- همچنین در سطح کارشناسی ارشد و دکتری، دانشگاه ارائه دهنده گرایش‌های آیرودینامیک، صلاحیت‌های هوانوردی و گرایش سازه می‌باشد.
- کارشناسی مهندسی نگهداری هواپیما: تربیت افسران کارشناس با تکیه بر اصول مهندسی نگهداری، بهسازی و مدیریت تعمیر سیستم‌های مکانیکی هواپیما، هلی‌کوپتر و غیره که قادر خواهند بود نیاز صنایع مختلف هواپیمایی، هلی‌کوپترسازی و موشکی و دیگر صنایع نیروی هوایی و سازمان‌های مشابه را در حد کارشناسی تأمین کنند از اهداف غایی این رشته‌است.

### دانشکده مهندسی برق
این دانشکده رشته برق با سه گرایش جنگال (جنگ الکترونیک) و الکترونیک و مخابرات را پوشش می‌دهد. هدف از ایجاد این رشته‌ها تربیت افسران کارشناس جنگال و مخابرات با توجه به تنوع تجهیزات الکترونیکی و مخابراتی زمینی و هوایی موجود در نیروی هوایی با توانایی کافی در شناخت نحوه عملکرد در چگونگی نگهداری و بهره‌برداری از این سیستم‌ها و کنترل و اجرای پروژه در هر گرایش، شناسایی تکنولوژی‌های جدید و ارزیابی آن‌ها به منظور کاربرد طرح، توسعه و نوآوری و شرکت در انجام پروژه‌های صنعتی، تحقیقاتی و فنی در زمینه گرایش تخصصی و کسب توانایی‌های لازم جهت تجزیه و تحلیل سیستم‌ها و طراحی آن‌ها است.
سپس در سال ۱۳۹۸ پس از حدود دو سال اجرای آزمایشی، رشته مهندسی جنگ الکترونیک یا جنگال به صورت مستقل به کار خود ادامه داد و مأموریت تربیت کارشناسان جنگ الکترونیک در سطح آجا را بر عهده دارد.
دروس تخصصی رشته مهندسی جنگال شامل:
تجزیه و تحلیل سیستم‌ها، اصول سیستم‌های مخابراتی، اصول اطلاعات جغرافیایی و سنجش از دور، مخابرات دیجیتال، اصول رادار، زبان تخصصی جنگال، مدارهای الکتریکی، جنگ الکترونیک ۱، ۲ و ۳، طرح‌ریزی و مدیریت جنگ الکترونیک، آزمایشگاه جنگ الکترونیک، سیستم‌های دیجیتال، الکترومغناطیس، الکترونیک ۱ و ۲، تجزیه و تحلیل سیگنال‌های مخابراتی و راداری، آنتن، اصول عملیات سیگنالی و تصویری، میدان و امواج، آزمایشگاه عملیات سیگنال‌های راداری و مخابراتی می‌باشد.

### دانشکده کامپیوتر
رشته مهندسی رایانه با گرایش نرم‌افزار به تربیت افسران کارشناسی به منظور طراحی، ساخت و راه‌اندازی سامانه‌های نرم‌افزاری برای تجهیزات و شبکه‌های رایانه‌ای موجود در نیروی هوایی ارتش، ارائه روش‌های بهره‌برداری، نگهداری، عیب‌یابی، اصلاح و توسعه آن‌ها در راستای تأمین نیازمندی‌های نیروی هوایی ایران است.

### دانشکده مدیریت
گرایش‌های‌های مدیریت شامل رسته آموزش اداری پرسنلی، ترابری، آماد آموزش داده می‌شود

### دانشکده خلبانی پهپاد
این دانشکده محل آموزش خلبانان پهپاد آجا است، که در سال ۱۳۹۶ افتتاح شد و یکی از مجهزترین دانشکده‌های این دانشگاه است.

### دانشکده فناوری‌های نوین دفاعی
این دانشکده در سال ۱۳۹۴ تأسیس شد و در آن نظامی‌گری بسیار مهم است. یکی از شاخص‌ترین تخصص‌های این دانشکده، پدافند غیرعامل است.

## لباس فرم
دانشجویان دانشگاه هوایی ستاری در طول دوران دانشجویی، ملبس به لباس آموزشی نیروی هوایی آجا، که به رنگ آبی طرح پیکسلی به همراه پوتین است، می‌باشند.
همین‌طور وجود خط بر روی سرشانه‌های دانشجویان نشانگر سال محصلی آنهاست

## مسیرهای دسترسی
این دانشگاه در غرب تهران، در محله مهرآباد جنوبی قرار دارد. برای دسترسی باید از میدان آزادی به سمت مهرآباد جنوبی و میدان فتح حرکت کرد.